# Рагби јунион
Рагби јунион (енгл. rugby union football), или Рагби 15, је у свету најпопуларнија варијанта рагбија. Рагби 15 се убраја у такозване колизионе спортове и важи за јако груб спорт. Ипак статистике показују да у рагбију има мање повреда, него у америчком фудбалу, боксу, ауто-мото спортовима и још неким спортовима. Рагби 15 је по гледаности трећи најпопуларнији тимски спорт на Свету иза фудбала и кошарке. Чињеница је да је светско првенство у рагбију трећи највећи спортски догађај на Земљи иза летњих олимпијских игара и светског првенства у фудбалу. Често се на рагби утакмицама, окупи и више од 80 000 гледалаца. Рагби 15 се игра у 117 држава чланица Уједињених нација. У чак 19 европских држава рагби 15 је професионалан спорт. Ипак, у Србији је рагби маргиналан, аматерски спорт. Често се назива само рагби, док је у државама где се игра рагби 13 познат и као јунион. Рагби 15 је колективни спорт који се игра између две екипе састављене од 15 играча чији је циљ управљање овалном лоптом и постизање што више поена током утакмице. Постоји и верзија са мање играча, такозвани рагби 7, који се игра са 7 играча и много је динамичнији од стандардне верзије са 15 играча.
Од 1900. до 1924. рагби 15 је био укључен у званичан програм Олимпијских игара. МОК је на 121. заседању 2009. у Копенхагену одлучио да уврсти рагби 7 у програм на Летњим олимпијским играма 2016. у Рио де Жанеиру.

## Правила и ток игре
Утакмица на нивоу играча старијих од 18 година траје 80 минута, а састоји се од два полувремена од по 40 минута уз могући продужетак за време потрошено на указивање помоћи повређеним играчима. Утакмицу контролишу један главни судија и два помоћна, а у већини утакмица на професионалном нивоу користи се и судија који користи помоћ телевизије, познат и под називом видео судија.
Циљ игре сваке екипе, које су састављене од по 15 играча, постизање је што више поена током утакмице, а екипа која оствари већи број поена проглашава се победничком. Бодови се добијају када се пренесе лопта у противнички гол простор - есеј. Есеј је остварен када играч спусти лопту која је у његовим рукама иза противничког гола, у простор предвиђен за то. Други начин је трансформација, која се остварује ногом тако да лопта пређе између две статива и изнад пречке, те се спусти у простор иза гола предвиђен за то. Може се постићи на три начина:
- Дроп гол (ударац ногом одскочне лопте) - играч постиже погодак током активне игре на начин да лопта дотакне подлогу непосредно након испуштања из руку те непосредно пре ударца ногом.
- Пенал - играч постиже погодак након што противнички тим направи прекршај, изводи се тако што се лопта упути према противничком голу са земље или дроп киком.
- Претварање - додељује се након успешног полагања - есеја, а искоришћава се или дроп киком или уз помоћ једног саиграча, који држи лопту, са циљем да стоји вертикално на тло.

Есеј вреди пет бода, дроп гол и казнени прекршај тј. пенал вреде по три бода, док претварање вреди два бода.
Игралиште не сме бити дуже од сто метара, при чему нису урачуната подручја иза гола у којима се остварују бодови. Дужина таквог простора не сме бити мања од 10 метара нити већа од 22 метра. Ширина игралишта такође може да варира, али не сме бити шира од седамдесет метара. Стативе гола морају бити међусобно размакнуте на 5,6 метара, а пречка мора бити на тачно три метра од тла, тако обликујући облик слова Н. Укупна висина гола мора бити већа од 3,4 метра.
Типичан ток утакмице је овакав: играч и тим који има лопту у поседу крећу се према противничком голу у настојању да остваре есеј, све док противнички тим не баци на тло играча који има лопту у поседу. Када се то догоди, играч који је бачен, а имао је лопту у поседу, мора или да дода или оставити лопту дозвољавајући тако другим играчима да се боре за њу. Борба за лопту - ако је она заглављена на тлу између више играча различитих екипе, одвија се тако да екипе створе скуп, те она екипа која дође у посед лопте, наставља да напредује према противничком голу. Овакав се процес дешава све док нека екипа не направи прекршај, узмакне или се оствари тач или постигне трансформација.
Екипа која је у поседу лопте може одабрати напад према противничком голу са лоптом у рукама својих играча или напуцавајући ногом лопту напред. Лопта се не сме рукама бацити напред, тј. једино правилно додавање између саиграча је оно у којему лопта путује назад. Било који играч који је ближи противничком голу од играча који има лопту у поседу налази се у залеђу и не сме утицати на игру све док се не врати у подручје иза играча са лоптом.
Екипа која није у поседу лопте покушава зауставити противничког играча у њеном поседу уклизавањем које се састоји од захвата и обарања противника на тло. Играч који је оборен мора додати или испустити лопту, притом дозвољавајући свим осталим играчима борбу за њу. Игра се не зауставља све док се не догоди прекршај или лопта/играч са лоптом не напусти границе игралишта.
Ако лопта оде ван граница игралишта, игра се наставља лајн-аутом. Ако неки тим направи прекршај и утакмица се због тога заустави, тим над чијим је играчем прекршај направљен, наставиће игру скупом, слободним или казненим ударцем, зависно о тежини прекршаја.
Уобичајени начин остваривања бодова је есеј (полагање) и вреди пет бодова. Након успешног есеја, екипи која је остварила есеј додељује се слободан ударац на гол, тј. претварање, које вреди два бода ако се успешно искористи. Претварање се изводи паралелно са местом где је лопта положена од било које удаљености дуж линија означеним заставицама, које се налазе на крају сваке такве линије, а паралелна је са местом на коме је лопта положена.
Полагања су главни начин остваривања бодова и сваки тим тежи полагањима током утакмице. Дроп голови и казнени ударци сигурнији су начин остваривања бодова против брзоноге и покретљиве одбране. У ретким ситуацијама, судија може доделити кривично полагање у корист екипе у нападу ако њихови противници направе прекршај који је, по судији, на недозвољен начин спречио полагање екипе у нападу или ако константним прекршајима заустављају игру и тако онемогућавају полагања (есеј).

## Позиције у рагбију 15
Тим у јуниону састоји се од 15 играча : 8 играча скрама означених бројевима 1-8, те седам играча линије (бекова) означених бројевима од 9 до 15. Зависно о правилима такмичења свакој екипи дозвољено је држање до осам замена (резерви). У професионалној утакмици свака екипа има на располагању управо 8 замена, а када један играч буде замењен нема више право да учествује до краја утакмице. Изузетак овом правилу је блад бин (blood bin), тј играч који крвари мора тренутачно напустити терен и ако је повреда санирана, вратити се на терен. Током блад бина повређеног играча сме заменити један од резервних играча. Ако се повређени играч врати у времену од 15 минута уместо резерве која га је заменила, та замена се не рачуна и играч који је накратко заменио повређеног играча касније током утакмице може поново ући као замена неком саиграчу.
Главна улога нападача је освајање и очување поседа лопте. Најчешће, нападачи су тежи и јачи од бекова, али зато су спорији. У нападу имају задатак освајања простора што чине тако да се претежно забијају у противнике.
    
Улога бека је напредовање према противничком голу трчањем са лоптом у рукама, додавањем са саиграчима или напуцавањем лопте ногом. Након што број 9 добије лопту најчешће је додати броју 10, који ће након тога својим додавањима одредити ток напада своје екипе. Бекови ће покушати доћи до противничког гола стварањем рупа у противничкој одбрани, јер управо квалитетни бекови растежу противничку одбрану толико да не могу покрити читав терен. Када се то догоди, лопта се најчешће додаје најбржим играчима на терену, крилима, да би се што лакше остварио есеј.

## Важни елементи рагбија 15
- Скрам (рагби 15)
- Аут (рагби 15)
- Есеј (рагби 15)
- Мол (рагби 15)
- Рак (рагби 15)

## Земље у којима је популаран Рагби 15
- Нови Зеланд
- Аустралија
- Јужноафричка Република
- Аргентина
- Фиџи
- Самоа
- Тонга
- Канада
- САД
- Јапан
- Уругвај
- Намибија
- Мадагаскар
- Кенија
- Енглеска
- Француска
- Ирска
- Велс
- Шкотска
- Италија
- Грузија
- Румунија
- Португал
- Шпанија

## Најелитнија рагби 15 такмичења
Клупска:
- Куп европских шампиона у рагбију
- Куп европских изазивача у рагбију
- Првенство Енглеске у рагбију
- Про 12
- Топ 14
- Супер Рагби

Репрезентативна:
- Куп шест нација
- Куп четири нација
- Куп европских нација
- Светско првенство у рагбију

## Професионализација рагбија 15
Данас професионални рагбисти зарађују знатно мање новца од неких других спортиста, јер је рагби 15 био аматерски спорт од свог настанка све до краја двадесетог столећа, тачније 1995. када је рагби 15 коначно постао професионалан спорт. Када је у питању обрт новца, рагби не може да се пореди са фудбалом, кошарком, хокејом на леду, америчким фудбалом, бејзболом, тенисом, боксом, голфом, формулом 1 и још неким спортовима. Јапански рагби репрезентативац Ајуму Горомару важи за једног од најплаћенијих играча у рагбију 15. Овај отварач је имао годишњу плату, нешто више од 1 500 000 евра, док је играо за познати француски клуб Тулон. Толику плату, врхунски фудбалери или кошаркаши зараде за месец дана.

## Гледаност рагбија 15
- Про 14 - Просечно 8 240 гледалаца по утакмици
- Француска лига - 13 969 гледалаца по утакмици
- Енглеска лига - 14 053 гледалаца по утакмици
- Куп европских шампиона у рагбију - 15 228 гледалаца по утакмици
- Супер рагби - 20 000 гледалаца по утакмици
- Куп шест нација - 66 123 гледалаца по утакмици
- Куп четири нације - 36 000 гледалаца по утакмици
- Светско првенство у рагбију - 51 000 гледалаца по утакмици

## Проблеми српског рагбија
- Људи у Србији имају неосноване предрасуде, да је рагби најопаснији спорт.
- Медијски мрак
- Лоша инфраструктура
- Рагби није школски спорт у Србији
- Недостатак спонзора
- Мали фонд играча